# Antonio Vutov
Antonio Vencilsavov Vutov (in bulgaro Антонио Венциславов Вутов?; Mezdra, 6 giugno 1996) è un calciatore bulgaro, attaccante o centrocampista dello Spartak Varna.

## Caratteristiche tecniche
Mancino, palla attaccata al piede, visione di gioco e comprensione dello svolgimento stesso, è capace di coprire tutti i ruoli a centrocampo ma è nella costruzione e finalizzazione dell'azione che mostra la sua principale abilità.

## Carriera

### Club

#### Levski Sofia
Nato a Mezdra, inizia a giocare a calcio nella Lokomotiv Mezdra. A 12 anni è capitano della compagine Under-15 del club.
Nel 2009 entra nel settore giovanile del Levski Sofia. demy. Esordisce in prima squadra l'8 aprile 2012 contro il Lokomotiv Sofia (1-1): all'età di 15 anni e 307 giorni è il più giovane esordiente con la maglia del Levski. Esordisce come titolare contro il Beroe Stara Zagora l'11 maggio seguente.
Il 28 novembre 2012 realizza la prima rete con il Levski nella partita vinta per 7-1 contro l'Etar 1924 allo Stadio Georgi Asparuhov.
Nella prima parte della stagione 2013-2014 totalizza 24 presenze e 3 reti tra campionato e coppa.

#### Udinese e prestiti a Cosenza e Lecce
L'11 gennaio 2014, nella finestra invernale del calciomercato, viene ufficializzato il suo passaggio a titolo definitivo all'Udinese. Inizia a militare nel settore giovanile del club bianconero.
Il 22 luglio 2015 si trasferisce con la formula del prestito al Cosenza. Nel campionato di Lega Pro 2015-2016 colleziona 22 presenze e un gol, entrando 17 volte dalla panchina.
Il 12 luglio 2016 si trasferisce in prestito al Lecce. Esordisce in maglia giallorossa il 30 luglio 2016 nel primo turno di Coppa Italia segnando il primo dei gol con cui il Lecce batte l'AltoVicentino per 2-1 al Via del Mare. Nel Salento rimane per sei mesi.

#### Ritorno in prestito in Bulgaria
Il 26 gennaio 2017 il calciatore rientra all'Udinese, che lo gira in prestito semestrale al Botev Plovdiv.
Nella stagione 2017-2018 gioca con la maglia del Levski Sofia, in prestito annuale dall'Udinese. Mette a segno 3 gol.
Nella stagione 2018-2019 firma un contratto biennale con il Botev Plovdiv.

### Nazionale
Ha giocato nelle nazionali giovanili bulgare Under-17, Under-19 ed Under-21.
Nel 2021 ha giocato 2 partite nella nazionale maggiore bulgara (una partita di qualificazione per i Mondiali del 2022 ed una partita amichevole).

## Statistiche

### Cronologia presenze e reti in nazionale
| Cronologia completa delle presenze e delle reti in nazionale ― Bulgaria | Cronologia completa delle presenze e delle reti in nazionale ― Bulgaria | Cronologia completa delle presenze e delle reti in nazionale ― Bulgaria | Cronologia completa delle presenze e delle reti in nazionale ― Bulgaria | Cronologia completa delle presenze e delle reti in nazionale ― Bulgaria | Cronologia completa delle presenze e delle reti in nazionale ― Bulgaria | Cronologia completa delle presenze e delle reti in nazionale ― Bulgaria | Cronologia completa delle presenze e delle reti in nazionale ― Bulgaria |
| Data                                                                    | Città                                                                   | In casa                                                                 | Risultato                                                               | Ospiti                                                                  | Competizione                                                            | Reti                                                                    | Note                                                                    |
| ----------------------------------------------------------------------- | ----------------------------------------------------------------------- | ----------------------------------------------------------------------- | ----------------------------------------------------------------------- | ----------------------------------------------------------------------- | ----------------------------------------------------------------------- | ----------------------------------------------------------------------- | ----------------------------------------------------------------------- |
| 31-3-2021                                                               | Belfast                                                                 | Irlanda del Nord                                                        | 0 – 0                                                                   | Bulgaria                                                                | Qual. Mondiali 2022                                                     | -                                                                       | 46’                                                                     |
| 5-6-2021                                                                | Mosca                                                                   | Russia                                                                  | 1 – 0                                                                   | Bulgaria                                                                | Amichevole                                                              | -                                                                       | 62’                                                                     |
| Totale                                                                  |                                                                         | Presenze                                                                | 2                                                                       |                                                                         | Reti                                                                    | 0                                                                       |                                                                         |

## Palmares

### Club

#### Competizioni nazionali
- Coppa di Bulgaria: 1

Botev Plovdiv: 2016-2017